# David Wenham
 David Wenham  (21 de setembre de 1965, Marrickville, Nova Gal·les del Sud, Australia) és un actor australià que ha treballat en cinema, sèries de televisió i teatre. Se'l coneix a Hollywood per als seus papers com Fàramir a la trilogia de El Senyor dels Anells, Carl a Van Helsing  i Aristodem a  300. També se'l coneix a la seva nadiua Austràlia per al seu paper com Diver Dan a SeaChange.

## Biografia
Wenham va néixer a Marrickville, Austràlia, fill de Kath i Bill Wenham. Té cinc germanes més grans; Helen, Anne, Carmel, Kathryn, i Maree; i un germà més gran, Peter. David es va educar en la fe catòlica, anant a l'Institut dels Germans Cristians, a Lewisham. treballant en un bingo i com administratiu d'assegurances abans de tenir èxit com a actor.

### Carrera
Els crèdits televisius de Wenham inclouen uns quants telefilms, com el seu paper a Simone de Beauvoir's Babies (1996), guanyador del premi de l'Australian Film Institute o el seu paper com l'aparentment malalt i profundament enigmàtic Dan Della Bosca a la reeixida sèrie SeaChange, les temporades 1998 i 1999. El seu paper com "Diver Dan" ha convertit l'actor en un símbol sexual, encara que li desagrada pensar-ho mateix Un retrat de Wenham fet per l'artista Adam Cullen va guanyar l'Archibald Prize el 2000.
Les pel·lícules australianes en què Wenham ha fet de protagonista inclouen The Boys (1998) basada en l'obra del mateix nom basada en l'assassinat d'Anita Cobby; Molokai (1999), basada en la vida del Pare Damien;  The Banc (2001); Gettin' Square (2003) i Three Dollars (2005). Wenham ha aparegut periòdicament en pel·lícules de Hollywood; és conegut per interpretar Faramir, fill de Denethor, a El senyor dels anells: Les dues torres i El Senyor dels Anells: El Retorn del Rei . Va treballar amb dos dels candidats a l'Oscar al millor actor secundari el 2001: El guanyador d'aquell any va ser Jim Broadbent, amb qui apareixia a Moulin Rouge!. L'altre va ser Ian McKellen, que sortia a la saga d'El Senyor dels Anells. També se'l veia a Van Helsing interpretant el sequaç de Hugh Jackman, Friar Carl. El seu personatge, Dilios, narrava i apareixia a la pel·lícula  300 . Els papers menors de Wenham inclouen The Crocodile Hunter com a guardabosc, i breument a Moulin Rouge!  com Audrey. Wenham fa de protagonista en el vídeo musical d'Alex Lloyd "Brand New Day". El 2008 a la pel·lícula Austràlia, es reunia amb Hugh Jackman interpretant el seu antagonista Neil Fletcher, que intenta adquirir el ranxo del personatge de Jackman.
Tant a  El Senyor dels Anells: El Retorn del Rei  com a 300 , el personatge de Wenham és l'únic supervivent d'una batalla (la Batalla a Osgiliath i la batalla de les Termopiles, respectivament). Reprèn el paper de Dilios en el videojoc 300: March to Glory per a Sony Playstation Portable, que conté molts diàlegs nous. El 2009 una altra vegada tornava a l'escenari, aquesta vegada com l'actor principal, Jerry Springer, en el musical britànic Jerry Springer – The Opera. Durant els sis dies a l'Òpera de Sydney va treballar al costat de la cantant d'àries Kate Miller-Heidke.

### Vida personal
Té dues filles, Eliza Jane i Millie, amb la seva companya de sempre Kate Agnew. El seu malnom, "Daisy", té l'origen a la seva infantesa.
Wenham va llegir un poema de Rupert McCall en l'acte commemoratiu pel naturalista Steve Irwin. El poema es titulava "Els cocodrils estan plorant".
El 1999, va presentar el Premi Village Roadshow per a la millor actriu secundària.
El 24 de novembre, de 2007, Wenham va ajudar el candidat laborista Maxine McKew a per a Bennelong.

## Filmografia
- Sons and Daughters (1987) (Sèrie TV): Cobrador
- Jack Simpson: A Willesee Documentary (1987) (TV) (no surt als crèdits): soldat
- Poor Man's Orange (1987) (mini sèrie TV): Party Youth
- The Heroes (1988) (TV): Horrie Young
- Come in Spinner (1990) (TV): soldat australià
- Police Rescue (1991) (Sèrie TV): Ferret
- Greenkeeping (1992): Trevor
- Seeing Red (1992): Frank No 2
- A Country Practice (1992) (Sèrie TV): David Cornish
- Heartland (1994) (mini sèrie TV): Warwick Bone
- Gino (1994): Trevor
- Tran the Man (1994): Raymond "Tran" Moss
- Evasió d'Absolom (No Escape) (1994): Guàrdia hotel 2
- Escape from Jupiter (1994): Dr. Chrobak
- One of Us (1995): Luke Potter
- Roses Are Red (1995): Brian
- Twisted Tales (1996) (Sèrie TV): George
- Cosi (1996): Doug
- Idiot Box (1996): Bank Teller with a History
- Return to Jupiter (1997) Sèrie TV: Dr. Chrobak
- Simone de Beauvoir's Babies (1997) (mini sèrie TV): Ian
- The Boys (1998): Brett Sprague
- Dark City (1998): Ajudant de Schreber
- A Little Bit of Soul (1998): Dr. Richard Shorkinghorn
- SeaChange (1998) Sèrie TV: Daniel 'Diver Dan' Della Bosca (1998–1999)
- Molokai: The Story of Father Damien (1999): Pare Damien
- Better Than Sex (2000): Josh
- Russian Doll (2001): Ethan
- Moulin Rouge! (2001): Audrey
- The Bank (2001): Jim Doyle
- Dust (2001): Luke
- The Crocodile Hunter: Collision Course (2002): Sam Flynn
- Pure (2002): Lenny
- El senyor dels anells: Les dues torres (2002): Faramir
- After the Deluge (2003) (minisèrie TV): Alex Kirby
- Gettin' Square (2003): Johnny Spitieri
- Basilisk Stare (2003): Dave
- El Senyor dels Anells: El Retorn del Rei (2003): Faramir
- Van Helsing: The London Assignment (2004) (Veu): Carl
- Van Helsing (2004): Carl
- Stiff (2004) (TV): Murray Whelan
- The Brush-Off (2004) (TV): Murray Whelan
- Three Dollars (2005): Eddie Harnovey
- The Proposition (2005): Eden Fletcher
- Answered by Fire (2006) (minisèrie TV): Mark Waldman
- 300 (2007): Aristodem
- Married Life (2008) ... John O'Brien
- The Children of Huang Shi (2008): Barnes
- Austràlia (2008): Neil Fletcher
- Public Enemies (2009): Harry Pierpont
- Pope Joan (2009): Gerold
- Legend of the Guardians: The Owls of Ga'Hoole (2010): Digger (només veu)